# 草屯慈德宮
23°58′06″N 120°41′40″E / 23.968320°N 120.694408°E
草屯慈德宮，是位於臺灣南投縣草屯鎮山腳里的特色廟，以造型為葫蘆、斗笠而著名。

## 由來
慈德宮所在虎山榕樹嶺原是果農張文杞的楊桃園，地址是草屯鎮山腳里虎山路威虎巷55號。
對於建廟原因，張文杞在1990年說佛祖托夢指示他要多行善事樂於助人，於是樂捐作為建廟用地；1996年，他說夢見一名老人一再出現，要他蓋一座廟狀要像一個倒葫蘆的廟宇；在2007年，是報導他夢到果園大榕樹下的土地公希望能在此長住，且希望廟宇像「臥蘆」，因此捐出土地。
張文杞為建廟將原先楊桃樹砍除，挪出二千多坪，向草屯鎮農會貸款八十萬元，請建築師設計成一個平放的葫蘆形建築，廟口則設計成一頂大草笠，有四支代表忠孝仁愛的龍柱。1979年動工，1984年落成。慈德宮由於造型相當特殊，常有外地民眾慕名前往參觀，草屯鎮公所遂將慈德宮選為該鎮觀光景點之一，列入公所網站中加以介紹。

## 景色
草屯鎮公所表示，慈德宮的廟埕向下可俯瞰草屯鎮市區、中興新村與遠處的南崗工業區等，若天氣晴朗，甚至看到台中市區、彰化八卦山等地。
廟前的十九龍柱是一名賣檳榔的老太太捐獻二百多萬，相當八層樓高，又叫「護國天柱」、「天柱九旨」，由十九條龍盤旋而上，有十八羅漢護衛。頂端雕刻一座觀音菩薩。至夜間時，龍眼所散發出強光連從二十多公里外的橫山山頂都可清楚看見。

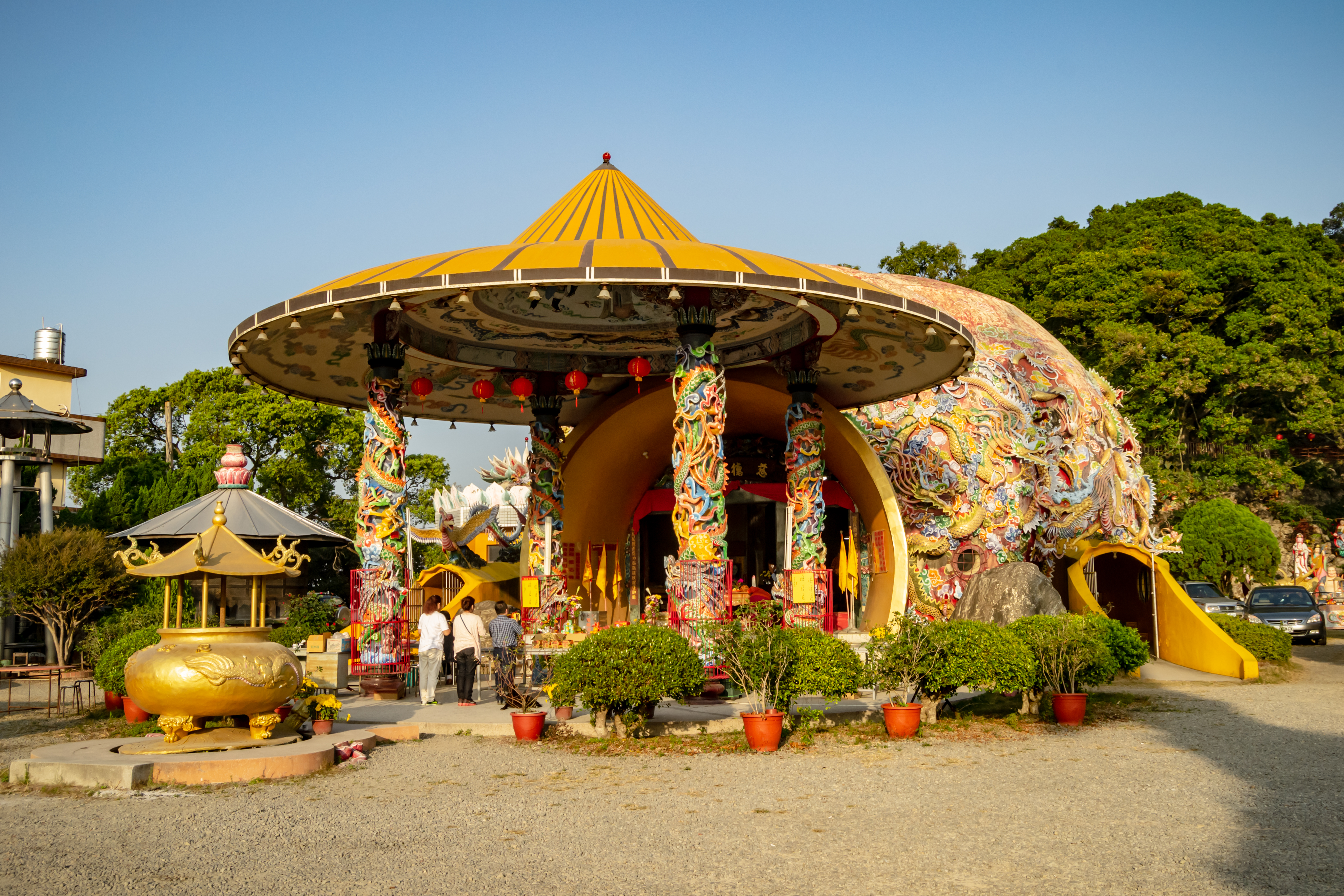
草屯慈德宮

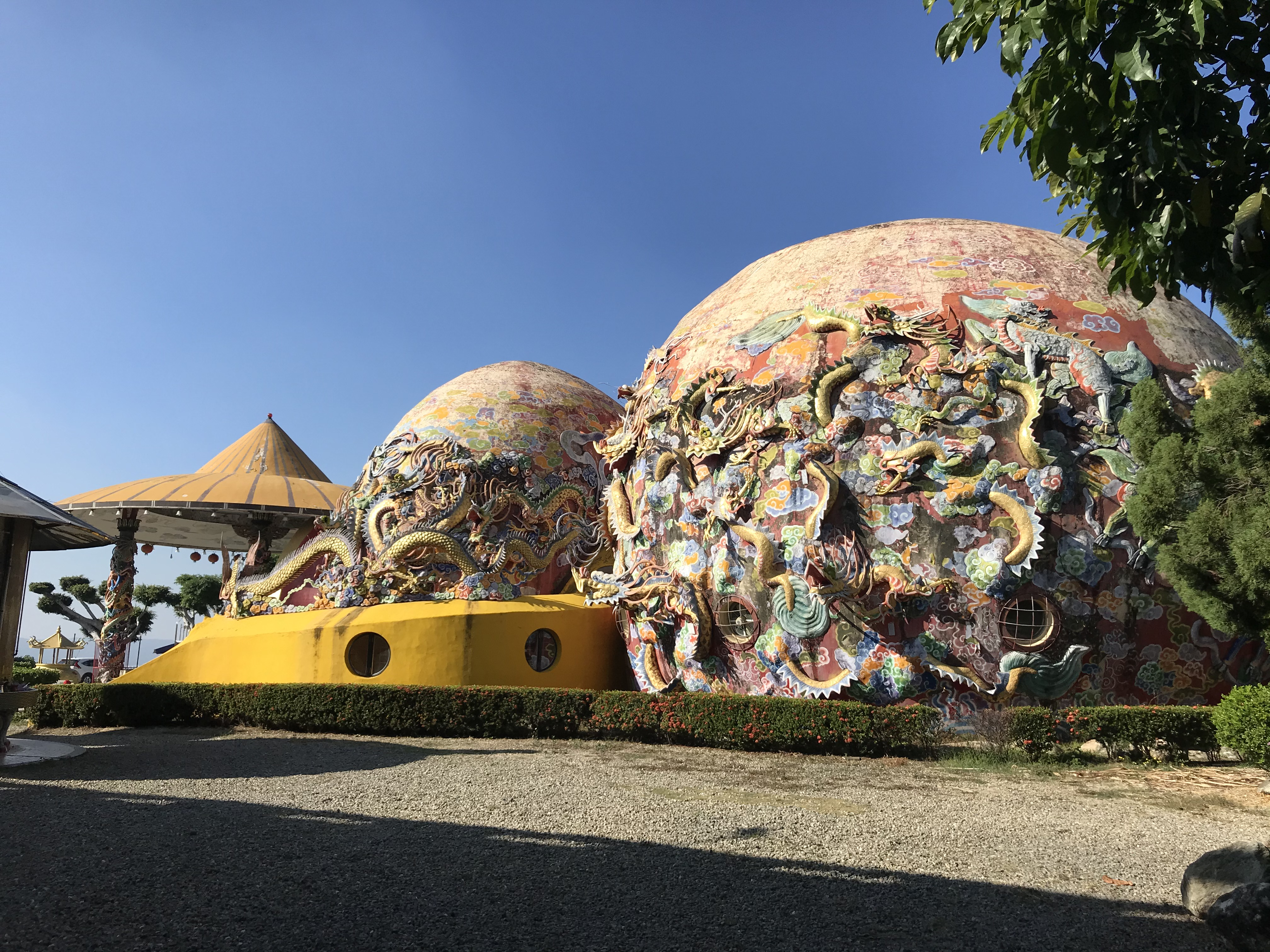
草屯慈德宮側面照

廟前的香爐下為一隻銅龜。斗笠造型拜亭廣寬約二十多平方公尺，外表漆成桂竹殼的黃白色，週遭點著無數小燈泡，夜來燈火通明，拜亭內是圖形藻井以四支龍柱支撐，繪以百神圖。拜亭後方就是廟的大門，仍是葫蘆口形狀，題有雅俗兼俱的對聯。
葫蘆造型是以混凝土建立，塗以粉紅色表面，右側表面雕有蛟龍翻騰，左方刻著鳳凰戲春圖。葫蘆分成供奉土地公的前殿，祭祀如來佛的後殿。廟內供奉大小神祇近百尊，神號稱為「南無福德如來佛祖」、「南無福德如來佛」、「南無福德活佛」等。張文杞說，廟完成後，他自己只作了一尊六尺二的大神像，其他大大小小的神像都是信徒自己供奉的。葫蘆旁有一道造型小巧的洞口，內上繪有二十四孝圖。
廟後有一株樹齡百多年的榕樹，由張文杞整理四周的環境，使慈德宮成為附近居民早晨運動、傍晚散步的場所。